# 艾丽卡·坎贝尔
艾丽卡·罗丝·坎贝尔（ 英語：Erica Rose Campbell，1981年5月12日—），出生於美国新罕布夏州羅京安縣，是美国成人娱乐界著名的裸体模特及演员。

## 个人生平
2005年入选《花花公子》杂志年度特刊。后於2007年4月被著名色情雜誌《閣樓》評為當月的閣樓寵物。

2008年5月11日，艾丽卡·坎贝尔於个人网站上张贴了信件，表示已经从成人娱乐界退役， 而且现在已经是一名基督徒了。